# Ree Park Safari
Ree Park Safari is een dierentuin in de Deense plaats Ebeltoft.
Het park is in 1991 opgericht als Ebeltoft Dyrepark door Frans Kilde Hansen. De dierentuin werd in 1993 verkocht en hernoemd naar Ebeltoft Zoo. In 1998 werd het park voor de tweede keer verkocht en hernoemd naar Ebeltoft Zoo & Safari. In 2006 werd het park voor de derde keer verkocht en hernoemd naar Ree Park Safari. In 2007 volgde een lidmaatschap bij de DAZA en EAZA.
Ree Park Safari huisvest ca. 800 dieren verspreid over 80 diersoorten. Het park bestaat uit drie delen: een jeepsafari, een treinsafari en een wandelsafari.